# آنکیلیزاتو (آمپانیهی)
آنکیلیزاتو (به لاتین: Ankilizato) یک منطقهٔ مسکونی در ماداگاسکار است که در آمپانیی واقع شده‌است. آنکیلیزاتو ۷٬۰۰۰ نفر جمعیت دارد و ۲۸۰ متر بالاتر از سطح دریا واقع شده‌است.